# Resolutie 819 Veiligheidsraad Verenigde Naties
Resolutie 819 van de Veiligheidsraad van de Verenigde Naties werd op 16 april 1993 unaniem goedgekeurd door de VN-Veiligheidsraad, en eiste dat de partijen in de Bosnische Burgeroorlog de status van Srebrenica als "veilig gebied" voor vluchtelingen zouden respecteren.

## Achtergrond
In 1980 overleed de Joegoslavische leider Tito, die decennialang de bindende kracht was geweest tussen de zes deelstaten van het land. Na zijn dood kende het nationalisme een sterke opmars, en in 1991 verklaarden verschillende deelstaten zich onafhankelijk. Zo ook Bosnië en Herzegovina, waar in 1992 een burgeroorlog ontstond tussen de Bosniakken, Kroaten en Serviërs. Deze oorlog, waarbij etnische zuiveringen plaatsvonden, ging door tot in 1995 vrede werd gesloten.

## Inhoud

### Waarnemingen
Het Internationaal Gerechtshof had in de zaak tussen Bosnië en Herzegovina en Servië en Montenegro over de toepasselijkheid van de Conventie ter Voorkoming en Bestraffing van Genocide unaniem aangegeven dat Servië en Montenegro onmiddellijk maatregelen zou moeten nemen om genocide te voorkomen.
De soevereiniteit, territoriale integriteit en onafhankelijkheid van Bosnië en Herzegovinia werden bevestigd, alsook de oproep aan alle partijen om het staakt-het-vuren in dat land na te leven en de veroordeling van alle schendingen van het internationaal humanitair recht en zeker etnische zuivering.
De Veiligheidsraad was bezorgd om het geweldpatroon van vijandelijkheden van Bosnisch-Servische paramilitaire eenheden tegen steden en dorpen in Oost-Bosnië. Het met geweld of door etnische zuivering verwerven van grondgebied was onaanvaardbaar. De Raad was gealarmeerd door de snel verslechterende situatie in Srebrenica door de aanvallen op en beschieting van onschuldige burgers.
Ook het feit dat diezelfde Bosnisch-Servische eenheden humanitaire konvooien verboden en hun acties tegen UNPROFOR werden zwaar veroordeeld. Er was al een humanitaire tragedie ontstaan door de brutale acties die vele ontheemden, vooral vrouwen, kinderen en ouderen, tot gevolg hadden.

### Handelingen
De Veiligheidsraad eiste dat alle betrokkenen Srebrenica als een "veilig gebied" beschouwden waartegen geen geweld mag worden gepleegd. De aanvallen van Bosnisch-Servische eenheden moesten onmiddellijk stoppen en zij moesten zich uit de streek terugtrekken. Ook de wapenleveringen van Servië en Montenegro aan die eenheden moesten stoppen.
De secretaris-generaal werd gevraagd de humanitaire situatie in het veilige gebied op te volgen en UNPROFOR te versterken in de regio van Srebrenica. De acties om de bevolking te verdrijven als deel van een etnische zuivering werden veroordeeld en verworpen, evenals de schendingen van het internationale humanitaire recht.
De Raad eiste ook dat humanitaire hulp ongehinderd alle delen van Bosnië en Herzegovina, en de bevolking van Srebrenica en omgeving, kon bereiken. Het hinderen daarvan was een ernstige schending van het humanitaire recht. De secretaris-generaal en de hoge commissaris voor de Vluchtelingen (UNHCR) van de VN moesten er alles aan doen om de hulpoperaties te versterken.
Van alle partijen werd geëist dat ze de veiligheid en bewegingsvrijheid van UNPROFOR en hulporganisaties garandeerden. De secretaris-generaal werd gevraagd om in samenspraak met de UNHCR te zorgen dat gewonden en zieken uit Srebrenica veilig konden worden weggevoerd. De Veiligheidsraad ging zo snel mogelijk een missie sturen om de situatie nader te bekijken.

## Verwante resoluties
- Resolutie 816 Veiligheidsraad Verenigde Naties
- Resolutie 817 Veiligheidsraad Verenigde Naties
- Resolutie 820 Veiligheidsraad Verenigde Naties
- Resolutie 821 Veiligheidsraad Verenigde Naties

Lijst ·  800 ·  801 ·  802 ·  803 ·  804 ·  805 ·  806 ·  807 ·  808 ·  809 ·  810 ·  811 ·  812 ·  813 ·  814 ·  815 ·  816 ·  817 ·  818 ·  819 ·  820 ·  821 ·  822 ·  823 ·  824 ·  825 ·  826 ·  827 ·  828 ·  829 ·  830 ·  831 ·  832 ·  833 ·  834 ·  835 ·  836 ·  837 ·  838 ·  839 ·  840 ·  841 ·  842 ·  843 ·  844 ·  845 ·  846 ·  847 ·  848 ·  849 ·  850 ·  851 ·  852 ·  853 ·  854 ·  855 ·  856 ·  857 ·  858 ·  859 ·  860 ·  861 ·  862 ·  863 ·  864 ·  865 ·  866 ·  867 ·  868 ·  869 ·  870 ·  871 ·  872 ·  873 ·  874 ·  875 ·  876 ·  877 ·  878 ·  879 ·  880 ·  881 ·  882 ·  883 ·  884 ·  885 ·  886 ·  887 ·  888 ·  889 ·  890 ·  891 ·  892